# 日本植生
日本植生（ にほんしょくせい ）は、岡山県津山市に本社を置く緑化工事の施工及び関連商品の開発・製造・販売を行う企業である。

## 概要
当社は津山市に拠点を置く日本植生グループの中核企業。緑化工事、のり面保護工事・河川護岸工事等の施工、土木資材・植生マット・シートなど環境緑化製品の製造・販売を行う企業である。

## 事業所
- 本社 - 岡山県津山市高尾573-1
- 東京本社 - 東京都足立区千住宮元町13-13 千住MKビル3F
- 津山支店 - 岡山県津山市高尾573-1
- 営業所 - 青森市、盛岡市、仙台市、宇都宮市、横浜市、長岡市、松本市、名古屋市、金沢市、吹田市、浜田市、広島市、高松市、松山市
- ドイツ事務所 - ノイイーゼンブルク
- 岡山研究所，岡山事務所 - 岡山市北区芳賀5325-2（岡山リサーチパーク内）
- 備中高原北房カントリー倶楽部 - 岡山県真庭市下中津井3933
- NISSHOKU Futsal Okayama - 岡山市北区栢谷(カイダニ)1050-1
- NISSHOKU DOME - 岡山県津山市下高倉東1983-1

## 関連企業
- 株式会社日本植生グループ本社
- 日本フィールドシステム株式会社
- 日植アグリ株式会社
- 株式会社テザック
- 北海日植株式会社
- 九州日植株式会社
- 日植グリーンファクトリー株式会社
- 蘇州日植環境技術有限公司
- 株式会社日本農園

## 沿革
- 1951年 - 柴田農園設立、山林樹苗の販売と治山事業を始める
- 1961年 - 柴田農園を改組、日本植生株式会社を設立
- 1974年 - 日植緑地設立
- 1978年 - 九州日植設立、北海日植設立
- 1988年 - 東京本社開設
- 1990年 - ドイツ事務所開設
- 1997年 - 岡山リサーチパークに岡山研究所を開設
- 2001年 - 日本フィールドシステム株式会社設立
- 2006年 - 日本植生グループ本社設立
- 2009年 - 日植アグリ株式会社設立
- 2014年 - 蘇州日植環境技術有限公司設立
- 2015年 - 日植グリーンファクトリー株式会社設立